# Morne Plat Pays
El Morne Plat Pays és un volcà que es troba a l'illa de Dominica. El seu cim s'eleva fins als 960 metres sobre el nivell del mar. Situat al sud de l'illa, el volcà va entrar en erupció per darrera vegada al voltant de l'any 1270 dC. Des de mitjans del segle xviii han tingut lloc nombrosos terratrèmols prop de la muntanya, però no estan relacionats amb l'activitat eruptiva del volcà.